# Atlantis-2
Atlantis-2 ist ein transatlantisches Glasfaser-Telekommunikationskabel, welches Argentinien, Brasilien, den Senegal, die Kapverden, die Kanarischen Inseln und Portugal verbindet. Es ist das erste Unterseekabel, das Lateinamerika und den afrikanischen Kontinent verbindet und war bis zur Inbetriebnahme von EllaLink im Juni 2021 das einzige Unterseekabel, das Lateinamerika und Europa direkt verbindet.
Das Atlantis-2-Projekt wird getragen von einem Konsortium mit 25 internationalen Firmen, darunter in erster Linie Embratel, Telintar, Telefonica de Argentina, Telecom Argentina STET-France Telecom, DTAG, Telecom Italia (außerdem Sonatel, Cabo Verde Telecom, Telefonica,
Marconi, France Telecom, Belgacom, CAT, DACOM, Korea Telecom, Polish Telecom, SingTel, Sprint, Swisscom, Telefonica Larga Distancia Puerto Rico, Telefonica Mundo, Teleglobe USA, VSNL, Worldcom).
Die Gesamtkosten betrugen 370 Millionen US-Dollar, 100 Millionen US-Dollar investierte Embratel.
Das Kabel war bereit für den Dienst im Februar 2000 mit einer Kapazität von 40 Gbit/s.
Atlantis-2 gilt als alt und überlastet und für den Internet-Datenverkehr nicht geeignet. Deshalb wird das Seekabel nur für die Übertragung von konventionellen Telefongesprächen verwendet.
Es ist ungefähr 12.000 Kilometer lang.
Die Landepunkte sind:
- 1. Las Toninas, Argentinien
- 2. Fortaleza, Brasilien
- 3. Praia, Kapverden
- 4. Dakar, Senegal
- 5. El Médano, Kanarische Inseln, Spanien
- 6. Lissabon, Portugal
- 7. Conil, Spanien[1]